# Telefon z klapką

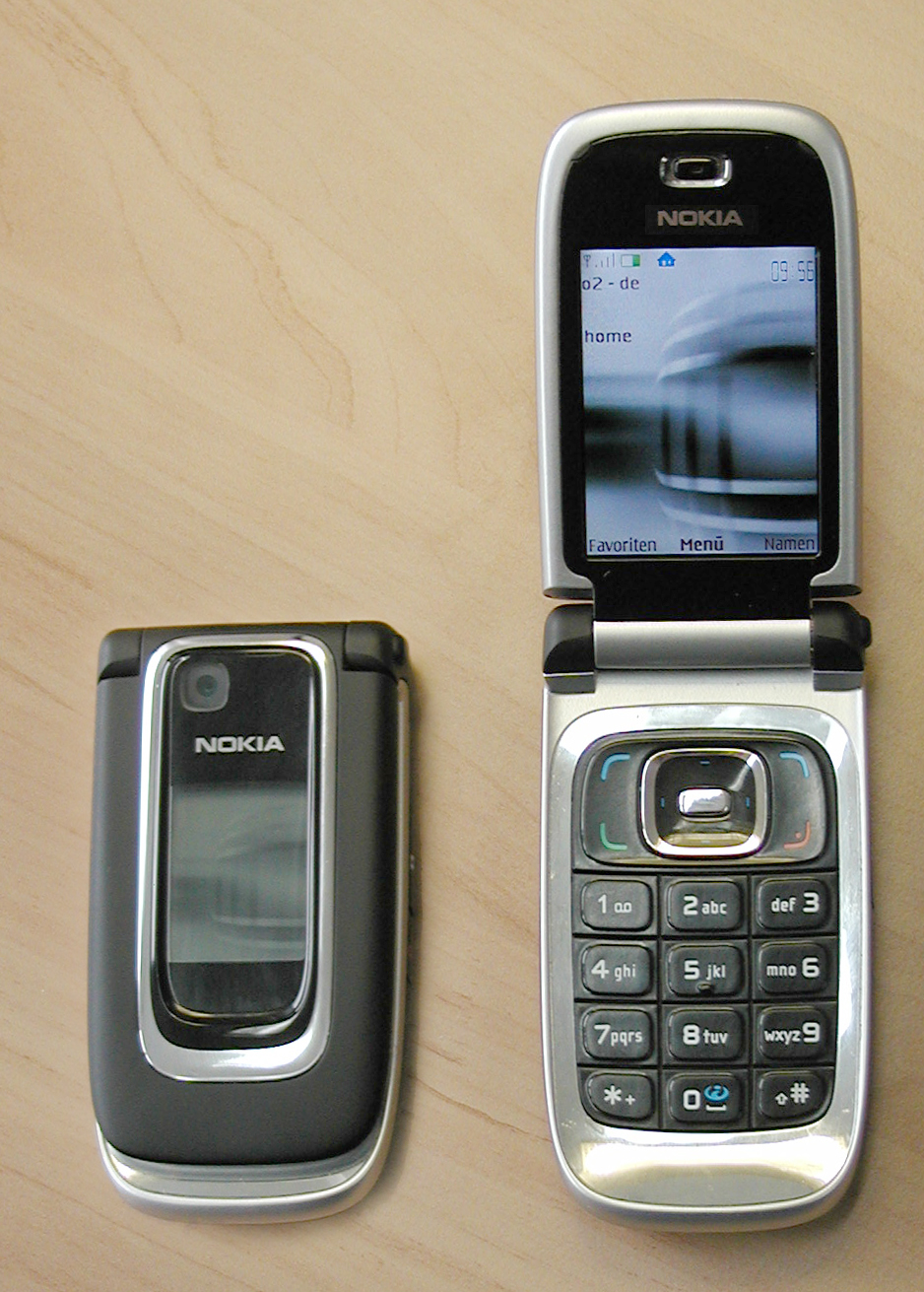
Nokia 6131

Telefon z klapką, telefon składany, telefon typu clamshell (w tłum. z ang. „muszla małża” lub „skorupa małża”) – rodzaj telefonu komórkowego.
Urządzenie takie składa się z dwóch głównych elementów połączonych zawiasem umożliwiającym ich ruch względny (wokół jego osi), który pozwala na składanie i rozkładanie urządzenia. Na jednej części znajduje się wyświetlacz i głośnik, na drugiej klawiatura. Używanie złożonego telefonu jest najczęściej niemożliwe, ze względu na brak dostępu do wyświetlacza i klawiatury. Niektóre telefony mają dwa wyświetlacze – ten dodatkowy jest mniejszy i umieszczony po drugiej stronie klapki.
Uważa się, że pomysł nadania telefonowi komórkowemu takiego kształtu był inspirowany komunikatorem obecnym w serialu Star Trek: Seria oryginalna. Pierwszy taki terminal wyprodukowała Motorola i był to zaprezentowany w 1996 model StarTAC.
Przykładami telefonów tego typu są Sony Ericsson Z1010, Nokia 9300, Samsung Galaxy Z Flip 3.